# Tibellus spinosus
Tibellus spinosus là một loài nhện trong họ Philodromidae.
Loài này thuộc chi Tibellus. Tibellus spinosus được miêu tả năm 1941 bởi Schiapelli & Gerschman.